# Linyphia triangularis
Linyphia triangularis és una espècie d'aranya araneomorfa de la família dels linífids (Linyphiidae). Fou descrita per primera vegada l'any 1758 per C. Clerck.
El cos del mascle és uniformement brunenc. Els mascles fan de 5 a 7 mm de llargada i la femella, 7 mm.
Aquesta espècie es troba per la zona paleàrtica. Ha estat introduïda als Estats Units. L'aranya teixeix una tela horitzontal en matolls o en tanques durant la tardor, se situa a sota i caça els insectes que si hi cauen.
La subespècie Linyphia triangularis juniperina ha estat posada en sinonímia amb Linyphia triangularis per Breitling, Bauer, Schäfer, Morano, Barrientos i Blick l'any 2016.